# Ankh-Morpork
Ankh-Morpork (w dawnym dialekcie Ankhius et Morporkia) – fikcyjne miasto-państwo, największa aglomeracja Świata Dysku, zamieszkiwana przez wszelkie gatunki żyjących na Dysku istot rozumnych. Najsławniejszą i najstarszą dzielnicą są Mroki.
Pierwszą budowlą Ankh-Morpork była Wieża Sztuk Niewidocznego Uniwersytetu, wokół której powstała ta uczelnia i reszta miasta. Dawniej było królestwem, teraz ma na czele Patrycjusza (w początkach cyklu jest to lord Snapcase, następnie lord Vetinari). 
Ankh-Morpork leży nad rzeką Ankh, na osiowym krańcu Morza Okrągłego. 
W mieście znajduje się wiele barów, stowarzyszeń, opera, teatr "Disc" (odniesienie do ziemskiego Globe Theatre) oraz własna Straż Miejska. Znakiem rozpoznawczym Ankh-Morpork są dwa hipopotamy oraz sowa trzymająca krzyż Ankh, które znajdują się w herbie miasta.

## Patrycjusze Ankh-Morpork
- Winder – znany z wyjątkowego okrucieństwa i paranoicznego strachu przed spiskami na swe życie. Jego panowanie było okresem terroru i strachu. Został pośrednio zamordowany przez Vetinariego, który był wówczas skrytobójcą (Vetinari wszedł z zamiarem zabicia tyrana, lecz Winder zadławił się na śmierć na sam widok zabójcy). Występuje w powieści Straż nocna.
- Snapcase, zwany Szalonym – zdobył władzę po śmierci lorda Windera. Rządzi Ankh-Morpork w czasie trwania akcji kilku pierwszych części cyklu.
- Havelock Vetinari – skrytobójca.

## Gildie Ankh-Morpork
- Gildia Skrytobójców
- Gildia Złodziei
- Gildia Alchemików
- Gildia Żebraków
- Gildia Hydraulików
- Gildia Woźniców
- Gildia Historyków
- Gildia Prawników
- Gildia Chytrych Rzemieślników
- Gildia Szwaczek (która niekoniecznie zajmuje się szyciem)
- Gildia Grawerów (od czasu wynalezienia prasy drukarskiej – Gildia Grawerów i Drukarzy)
- Gildia Heroldów
- Gildia Błaznów
- Gildia Muzykantów
- Gildia Kupców
- Gildia Zbrojmistrzów
- Gildia Zegarmistrzów
- Gildia Nauczycieli
- Gildia Graczy
- Gildia Psów
- Gildia Rzeźników
- Gildia Tancerek Egzotycznych